# آیرتون پرسیادو
آیرتون پرسیادو (اسپانیایی: Ayrton Preciado‎؛ زادهٔ ۱۷ ژوئیهٔ ۱۹۹۴) بازیکن فوتبال اهل اکوادور است.
از باشگاه‌هایی که در آن بازی کرده‌است می‌توان به باشگاه ورزشی تروفنس اشاره کرد.
وی همچنین در تیم ملی فوتبال اکوادور بازی کرده‌است.